# Saint Vincent och Grenadinernas fotbollsförbund
Saint Vincent och Grenadinernas fotbollsförbund, officiellt Saint Vincent and the Grenadines Football Federation, är ett specialidrottsförbund som organiserar fotbollen på Saint Vincent och Grenadinerna.
Förbundet grundades 1979 och gick med i Concacaf 1986. De anslöt sig till Fifa år 1988. Saint Vincent och Grenadinernas fotbollsförbund har sitt huvudkontor i staden Kingstown.